# Mikhailo Kravtxuk
Mikhailo Kravtxuk (ucraïnès: Михайло Пилипович Кравчук)  (Txovnitsi, 27 de setembre de 1892 - Kolimà, 9 de març de 1942) va ser un matemàtic soviètic ucraïnès. El seu cognom, a vegades es translitera com Krawtchouk, que era com ell signava quan publicava articles en francès.

## Vida i Obra
Kravtxuk va estudiar matemàtiques a la universitat de Kíiv en la qual es va graduar el 1914. Els anys següents van ser molt turbulents per a ell ja que va patir la Primera Guerra Mundial i, a continuació, la Guerra Civil russa. El 1917 va començar a donar classes a la recent fundada universitat popular ucraïnesa, però a partir de 1920, en l'època difícil de la guerra civil, va ser professor de primària a la localitat de Savarka (un centenar de kilòmetres al sud de Kíev).
El 1924 va defensar la seva tesi doctoral i l'any següent es va convertir en professor de la universitat de Kíiv. El setembre de 1937 va aparèixer un article a la revista El comunista, signat pel seu tutor de tesi, Dmitri Grave, i el secretari científic de l'Acadèmia de Ciències, K. Breus, en el que se l'acusava d'enemic del poble soviètic. L'únic col·lega que el va defensar va ser Iuri Sokolov. El febrer de 1938 va ser arrestat per l'NKVD i el setembre va ser condemnat a 20 anys de presó. Per complir la sentència va ser enviat a un camp de treball (gulag) de la regió de Kolimà a Sibèria, per treballar a la mina Maldiak, on va anar afeblint-se pel treball a la mina, el fred i les malalties. El 1942 la seva família va ser informada de la seva mort a prop de la ciutat de Magadan sense que es coneguin ni les circumstàncies de la mort ni el seu lloc d'enterrament. El setembre de 1956, el veredicte de 1938 fou anul·lat per manca de proves del delicte i el 1992 es va celebrar a Kíev la primera Conferència Internacional que porta el seu nom.
Malgrat la seva curta vida acadèmica, Kravtxuc és autor de més de 180 obres científiques en diversos camps de les matemàtiques com l'àlgebra, la teoria de nombres,, la teoria de funcions de variable real i complexa, les equacions diferencials i integrals, l'estadística i la probabilitat. D'especial rellevància són els seus treballs sobre sistemes de polinomis ortonormals i les seves matrius associades, que avui porten el seu nom.
A més dels seus treballs científics també son destacables els seus esforços en la millora de la docència de les matemàtiques a tots els nivells de l'ensenyament i el seu treball en la normalització de l'ucraïnès en el camp científic.